# 飯豊町営バス

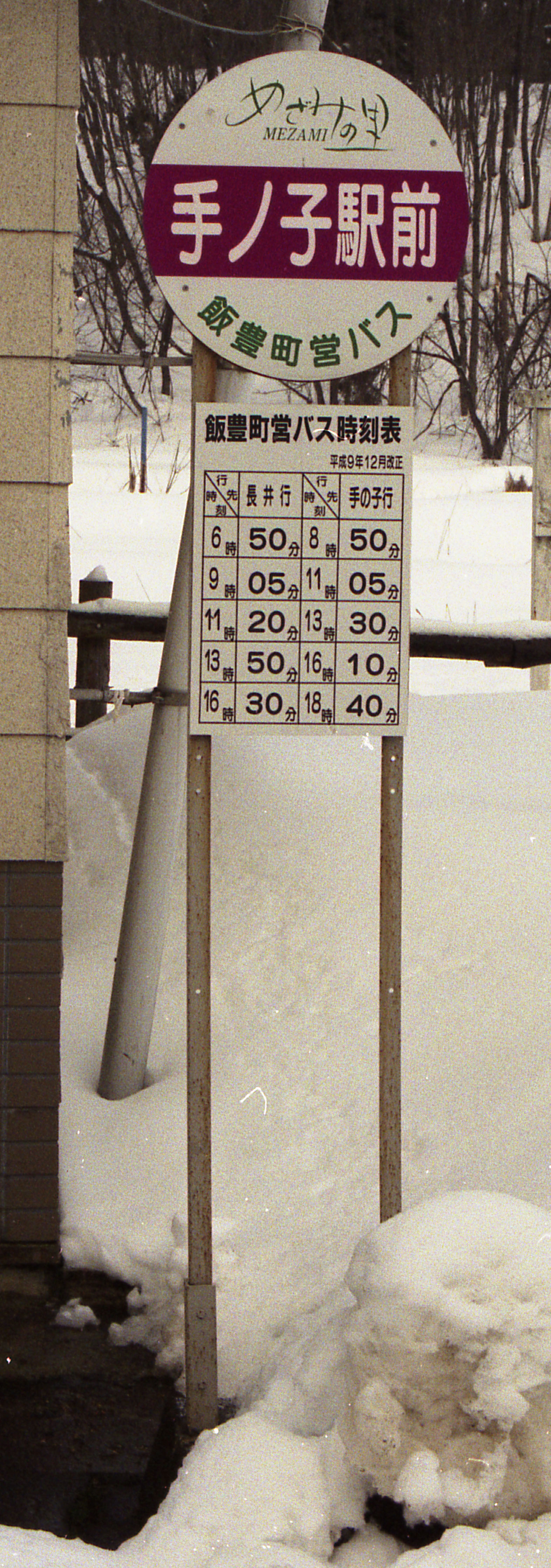
飯豊町営バスのバス停

飯豊町営バス（いいでちょうえいバス）は、山形県西置賜郡飯豊町にてかつて運行していた廃止代替バスである。
デマンドタクシーの導入に伴い廃止された。

## 概要
- 料金は区間制
- 日曜・祝祭日は運休
- 運行形態は、自家用自動車（白ナンバー車）による有償運送であった。

## 沿革
- 1983年4月1日 - 手ノ子 - 高峰間スクールバス混乗開始、無償（山形交通手ノ子 - 高峰間廃止代替）。[1]
- 1984年4月1日 - 中津川線スクールバス（役場 - 手ノ子駅 - 岩倉）運行開始。[2]
  - 山形交通中程（川西町） - 岩倉間廃止の代替として、手ノ子 - 高峰間の無償スクールバスを統合するかたちで運行開始。
  - スクールバスの住民利用（混乗方式）により運行。運賃は100円、200円の2段階。日曜・祝祭日は運休。
- 1996年4月1日 - 町営バス「めざみ号」手ノ子・長井線（手ノ子駅前 - 山形交通長井車庫前19.3 km）運行開始。前日廃止の山形交通長井手の子線の代替。[3]
  - 運賃は140円～630円の区間制。回数券や1･3･6か月の定期券も発行。日曜・祝祭日・12/29～1/3運休。町の自家用車により運行（80条バス）。
- 2000年 - 置賜病院線運行開始。[4]
  - 当時の運行経路は、総合センター - 諏訪 - 下川原 - 旭 - 置賜病院　だった。
- 2001年11月1日 - 時刻改正。置賜病院線を2路線化。[4]
- 2005年12月1日 - デマンド交通システム「ほほえみカー」の運行開始に伴い、路線廃止。

## 路線
以下の路線があった。　※2001年11月1日現在
中津川椿線（メロディバス）
- 役場 - あ～す前 - しらさぎ荘前 - 上代 - 萩 - 手ノ子駅 - 西高峰 - 白川荘 - 診療所前 - 高造路
  - あ～す（＝総合センター）前にて置賜病院線に連絡

手ノ子・長井線
- 手ノ子駅前 - 小白川十文字 - 総合センター前 - 役場 - 萩生十文字 - 萩生駅前 - 石箱 - 馬場の橋 - 石橋 - 四ツ谷 - 長井待合所

置賜病院線　※2路線、全バス停記載
- 総合センター前 - 小原口 - 深淵 - 萩生十文字 - 石原 - 原尻 - 中村原 - 沖 - 中ノ目北 - 萩生駅前 - 大地町口 - 高柳口 - 歌丸十字路 - 白川土地改良区前 - 置賜病院前
- 総合センター前 - 駅前公民館前 - 本長寺前 - 小白川十文字 - 松原公民館前 - 上代 - 昭和 - 農協前 - 東山公民館前 - 中洞 - 大旦公民館前 - 一本木公民館前 - 歌丸十字路 - 白川土地改良区前 - 置賜病院前　　

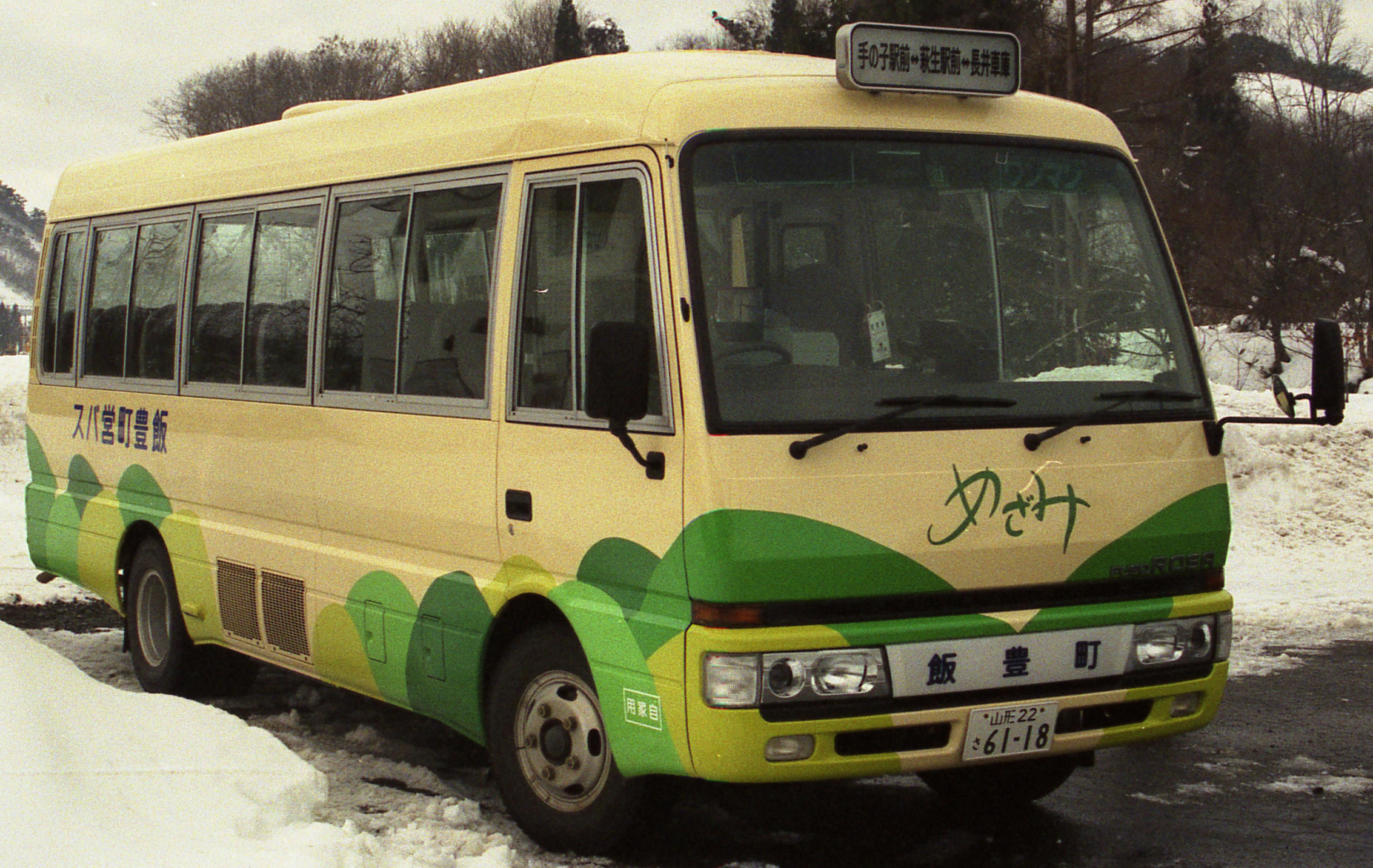
手ノ子・長井線の車両(1998年当時)

  - 2路線とも土曜・日曜・祝祭日は運休